# Condado de Morgan (Utah)
El condado de Morgan (en inglés: Morgan County), fundado en 1862, es uno de 29 condados del estado estadounidense de Utah. En el año 2000, el condado tenía una población de 7,129 habitantes y una densidad poblacional de 5 persona por km². La sede del condado es Morgan.

## Geografía
Según la Oficina del Censo, el condado tiene un área total de 1582 km² (610,8 mi²), de la cual 1578 km² (609,3 mi²) es tierra y 4 km² (1,5 mi²) (0.27%) es agua.

### Condados adyacentes
- Condado de Weber (norte)
- Condado de Summit (este)
- Condado de Salt Lake (suroeste)
- Condado de Davis (oeste)
- Condado de Rich (noreste)

### Áreas protegidas
- Bosque Nacional Cache
- Bosque Nacional Wasatch

## Demografía
Según el censo de 2000, había 7,129 personas, 2,046 hogares y 1,782 familias residiendo en la localidad. La densidad de población era de 5 hab./km². Había 2,158 viviendas con una densidad media de 1 viviendas/km². El 98.11% de los habitantes eran blancos, el 0.04% afroamericanos, el 0.18% amerindios, el 0.15% asiáticos, el 0.00% isleños del Pacífico, el 0.45% de otras razas y el 1.07% pertenecía a dos o más razas. El 1.44% de la población eran hispanos o latinos de cualquier raza.
Los ingresos medios por hogar en la localidad eran de $50,273, y los ingresos medios por familia eran $53,365. Los hombres tenían unos ingresos medios de $42,350 frente a los $23,036 para las mujeres. La renta per cápita para el condado era de $17,684. Alrededor del 5.20% de la población estaban por debajo del umbral de pobreza. 

## Localidades
- Croydon
- Monte Verde
- Morgan
- Mountain Green
- Peterson
- Porterville
- Richville
- Stoddard

## Transporte

### Carreteras principales
- Interestatal 84